# Mercado Municipal de San Adrián de Besós
El mercado Municipal de San Adrián del Besós (también llamado "la Plaza"), ocupa una manzana completa dentro del tejido urbano, y está situado entre la Avenida Catalunya, la calle Josep Royo, la calle Bogarell y la plaza del mercado.
El edificio fue proyectado por el arquitecto Joan Maymó en el año 1926 y se inauguró en el 1928.
En el año 1936 se construyó un subterráneo donde se instalaron tres cámaras frigoríficas.
En el año 1948 se plantea la primera ampliación que consistió en un cubierto rectangular destinado a la venta de frutas y verduras.
Actualmente se está procediendo a su derribo, para construir un edificio de nueva planta destinado al mercado municipal y aparcamientos subterráneos.
- Datos: Q6010480